# Lussault-sur-Loire
Lussault-sur-Loire – miejscowość i gmina we Francji, w Regionie Centralnym, w departamencie Indre i Loara.
Według danych na rok 1990 gminę zamieszkiwało 665 osób, a gęstość zaludnienia wynosiła 71 osób/km² (wśród 1842 gmin Regionu Centralnego Lussault-sur-Loire plasuje się na 566. miejscu pod względem liczby ludności, natomiast pod względem powierzchni na miejscu 1181.).